# Barbara Wałkówna
Barbara Wałkówna-Zbiróg (ur. 5 stycznia 1933 w Świętochłowicach, zm. 28 stycznia 2018 w Konstancinie-Jeziornie) – polska aktorka teatralna, filmowa i telewizyjna.

## Życiorys
Urodziła się w rodzinie Bronisława Wałka (Wołka), znanego na Śląsku ekonomisty, i Heleny z domu Przybysławskiej. Miała starszą o siedem lat siostrę Halinę, która była dziennikarką.
Podczas II wojny światowej przebywała z rodziną w Kazimierzy Wielkiej. Po zakończeniu wojny przenieśli się do Katowic.
Po zdaniu matury rozpoczęła studia na wydziale aktorskim PWSA w Krakowie (ukończone w 1954). Równocześnie, przez rok studiowała historię sztuki na Uniwersytecie Jagiellońskim. W teatrze zadebiutowała w 1954 rolą Smugoniowej w spektaklu Uciekła mi przepióreczka w reż. Ireny Byrskiej na deskach Teatru im. Stefana Żeromskiego w Kielcach, w którym występowała do 1956. W latach 1956–1960 grała w Teatrze Śląskim im. Stanisława Wyspiańskiego w Katowicach, a następnie w łódzkich teatrach: im. Stefana Jaracza (1960–1970) oraz Nowym (1970–1986). Od 1986 do 1991 była dyrektorem artystycznym Teatru im. Ludwika Solskiego w Tarnowie. W latach 1991–2010 ponownie występowała w Teatrze im. Stefana Jaracza w Łodzi, a gościnnie w Teatrze im. Juliusza Słowackiego w Krakowie. W latach 1957–1987 grała w słuchowiskach Teatru Polskiego Radia. Zagrała ok. 250 ról teatralnych i 40 filmowych.
W 1981 ukończyła studia podyplomowe na Uniwersytecie Łódzkim. Przewód kwalifikacyjny I stopnia (doktorat) uzyskała w 1992 w katedrze Teorii Teatru Filmu i Literatury Uniwersytetu Łódzkiego. Była wykładowcą na Wydziale Aktorskim Państwowej Wyższej Szkoły Teatralnej im. Ludwika Solskiego w Krakowie oraz profesorem nadzwyczajnym na Wydziale Artystycznym Akademii Humanistyczno-Ekonomicznej w Łodzi.
Była żoną aktora Józefa Zbiroga. Ich córka Justyna Zbiróg jest aktorką.
Po śmierci męża, ostatnie lata życia spędziła w Domu Aktora Weterana w Skolimowie, gdzie zmarła 28 stycznia 2018. Pochowana 8 lutego 2018 obok męża na cmentarzu komunalnym Doły w Łodzi (kwatera XI-35-26).
Jest bohaterką filmu dokumentalnego z 1996 – Barbara Wałkówna. Portret rodzinny na 40-lecie.

## Filmografia
- Szkice węglem (1956) jako Marysia Rzepowa
- Kalosze szczęścia (1958) jako narzeczona Makowskiego
- Decyzja (1960) jako Dorota Malecka
- Świadectwo urodzenia (1961) jako wieśniaczka przed chałupą
- Spotkanie ze szpiegiem (1964) jako Irena Mitułowa
- Samotność we dwoje (1968) jako Kaduloczka
- Romantyczni (1970) jako Gość na koncercie u Nawrockich
- Chłopi (1972) jako Magda, córka Boryny, żona kowala
- Zabronione zabawy (1975) jako matka
- Zawodowcy (1975) jako kobieta w czerni
- Opadły liście z drzew (1975) jako Praczka
- Pasja (1977) jako żona księdza unickiego
- Szarada (1977) jako sędzia
- Ty pójdziesz górą – Eliza Orzeszkowa (1978) jako nauczycielka Monika
- Właśnie o miłości (1978) jako matka Marty
- Zmory (1979) jako służąca Srebrnych
- Jeden dzień z mistrzem (1980) jako Zofia, matka Małgosi
- Podróż do Arabii (1980) jako matka Jurka
- Mężczyzna niepotrzebny! (1981) jako matka Mirka
- Popielec (1982) jako Batorka
- Słona róża (1983) jako żona Maliny
- Seksmisja (1983) jako głos Jej Ekscelencji – (dubbing)
- Ostrze na ostrze (1983) jako matka Piotra
- Rycerze i rabusie (1984) jako Wolska, matka Piotra
- Królowa aniołów (1999) jako Zofia
- Tristis (2001) jako Opiekunka Marysi
- Na Wspólnej (2004) jako babcia Maciejewska
- Masz na imię Justine (2005) jako Barbara Szymańska
- Obywatel (2014) jako kobieta oszukana przez biuro podróży

Źródło:.

### Gościnnie
- Kapitan Sowa na tropie (1965) jako inżynier agronom Stankiewiczowa, sąsiadka Nawrockiego
- Ile jest życia (1974) jako matka „Koślawego”
- Siedem stron świata (1974) jako matka Jacka i Pawła
- Daleko od szosy (1976) jako kobieta kupująca garnek (odc. 1)
- Do krwi ostatniej (1979) jako urzędniczka w Delegaturze Ambasady Polskiej w Krasnojarsku
- Najdłuższa wojna nowoczesnej Europy (1979–1981) jako Ciotka Matyldy
- Klan (1997) jako matka Koziełły-Kozłowskiego
- Oficer (2004–2005) jako starsza pani na koncercie w Łazienkach
- Magda M. (2005) jako Biernacka

Źródło:.

### Spektakle Teatru Telewizji
- Romans (1961)
- Nadzieja (1962)
- Dama pikowa (1964) jako Panna
- Matka (1965)
- Niemcy (1968)
- Wiosenny deszcz (1968)
- Wypluty przez tęczę (1968)
- Zasadzka (1969)
- Chłopi (1970) jako Hanka
- Powrót (1970)
- Jesień (1971)
- Schadzka (1972) jako Barbara
- Dwie twarze ojca (1973) jako Maria
- Stracony syn (1974) jako Anna Czeremuszkina
- Tak tu cicho o zmierzchu (1974) jako Kirkianowa
- Pościg (1977) jako Kielska
- Pustaki (1980) jako Serafina
- Wczesny odlot żurawi (1985) jako Agata
- Zaproszenie na egzekucję (1992) jako Matka
- Baba-dziwo (1994) jako Mariata
- Wassa Żeleznowa (1996) jako Dunia
- Swoja (1998) jako Sałkowa

Źródło:.

## Ordery i odznaczenia
- Krzyż Oficerski Orderu Odrodzenia Polski (14 września 1999)[2]
- Krzyż Kawalerski Orderu Odrodzenia Polski (1984)
- Złoty Krzyż Zasługi (1977)
- Medal 40-lecia Polski Ludowej (1985)
- Srebrny Medal „Zasłużony Kulturze Gloria Artis” (25 września 2007)[12]
- Medal Pro Publico Bono im. Sabiny Nowickiej (2007)[13]
- Odznaka „Zasłużony Działacz Kultury” (1984)
- Honorowa Odznaka Miasta Łodzi (1963)

Źródło:.

## Nagrody
- Nagroda na XXXI OPTMF w Szczecinie za rolę w spektaklu Trzy wysokie kobiety w Teatrze im. Stefana Jaracza w Łodzi (1996)[7]
- Nagroda Ludowego Towarzystwa Naukowo-Kulturalnego na XXXV OPTMF w Szczecinie za rolę Krzyminy w Zdziczeniu obyczajów pośmiertnych Leśmiana w Teatrze im. Stefana Jaracza w Łodzi (2000)[7]
- „Srebrny Pierścień” honorowa nagroda dyrekcji Wydziału Kultury UMŁ dla najlepszego aktora za całokształt pracy artystycznej (2006)[7]